# 拉普兰陨击坑

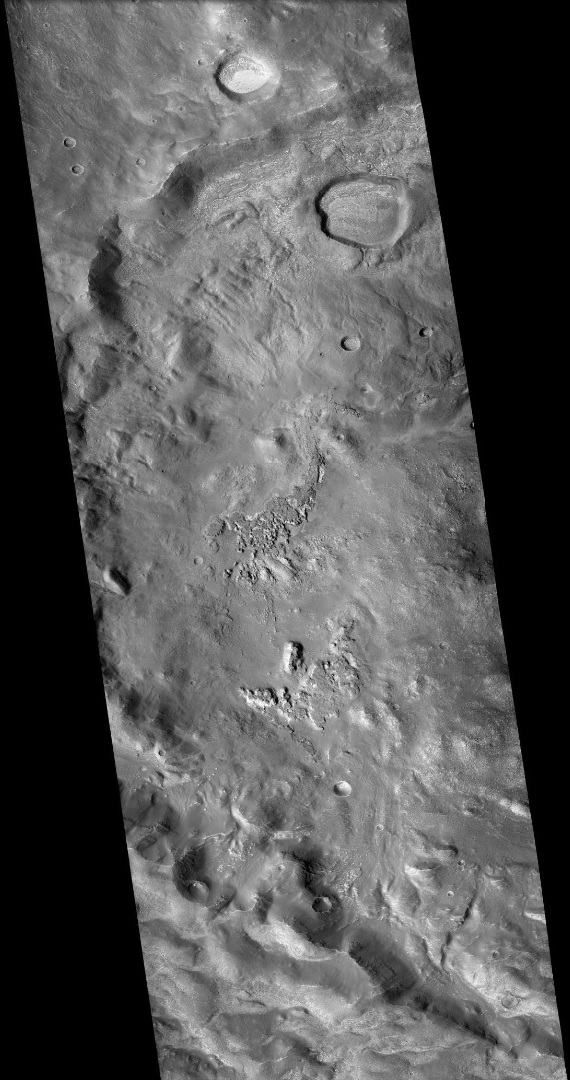
火星勘测轨道飞行器背景相机拍摄的拉普兰陨击坑。

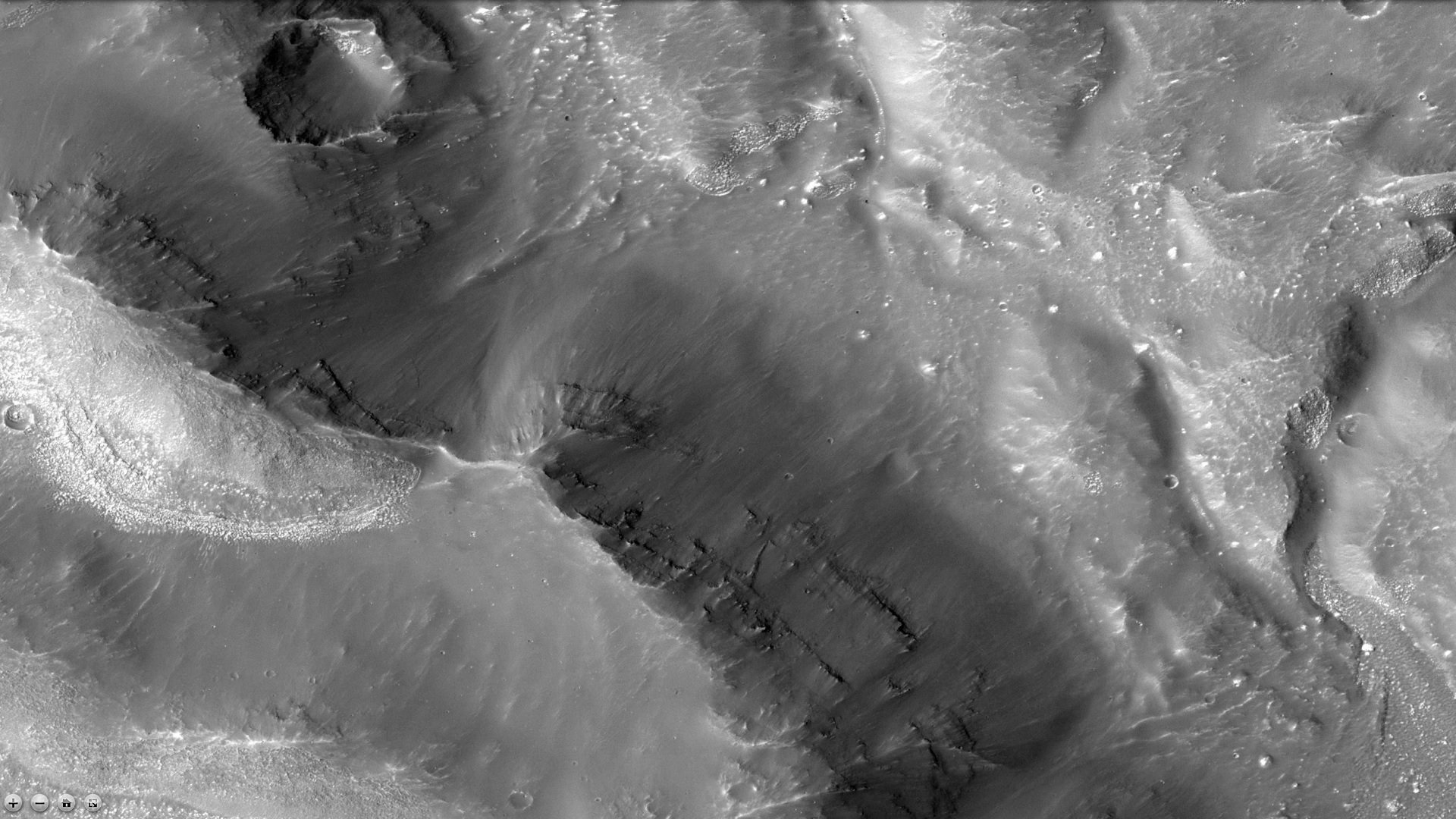
背景相机显示的坑壁上的岩层，注：这是前一幅照片的放大版。

拉普兰陨击坑（Lampland）是火星陶玛西亚区的一座撞击坑，其中心坐标位于南纬35.9度、西经79.6度处，直径79公里，该特征取名自美国天文学家卡尔·奥托·拉普兰（1873年-1951年），1973年被国际天文联合会行星系统命名工作组批准接受。

## 重要性
撞击坑的密度可用来测定火星及其他太阳系天体表面的地质龄，表面越古老，陨石坑就越多。陨石坑的形状还可揭示是否存在地下冰。拉普兰陨击坑位于一处陨坑密布的地区，因此，该地区被认为相当古老。

## 另请查看
- 小行星拉普兰
- 火星气候
- 火星地质
- 撞击事件
- 火星矿石资源